# Caterina Scappi
Caterina Scappi (zm. 20 czerwca 1643) – bogata i szanowana dobroczyńczyni kościoła karmelitów w Valletcie na Malcie. Niewiele wiadomo o jej pochodzeniu i wczesnym życiu, ale jest znana ze swoich znacznych darowizn charytatywnych na rzecz kobiet. W szczególności założyła pierwszy szpital na Malcie przeznaczony wyłącznie dla kobiet.

## Wczesne życie
Pochodząca z Sieny we Włoszech, skąd wziął się jej przydomek „La Senese”, Scappi spędziła większość swojego życia na Malcie. Scappi była aktywną bizneswoman, dzięki czemu mogła zdobyć część swojego majątku. Jej miejsce urodzenia, rok urodzenia i pochodzenie są nieznane i nigdy nie wspomniała o nich w żadnej z umów notarialnych ani testamentów, które spisała. Pierwsza wzmianka o Caterinie Scappi na Malcie pochodzi z akt sądu karnego z lat 1583–84, w którym Scappi zeznaje w sprawie o napad.

## Darowizny na cele charytatywne i założenie szpitala
Scappi była dość bogata, ale nie żyła w luksusie, raczej przeznaczała większość swoich pieniędzy na cele charytatywne. Wiadomo, że w 1597 przekazała pieniądze na rzecz klasztoru Sióstr Pokutniczek; był to instytut religijny, którego misją była pomoc prostytutkom. Zaznaczyła wówczas, że jeśli później zdecyduje się wstąpić do klasztoru, płatność ta powinna być traktowana jako zaliczka.

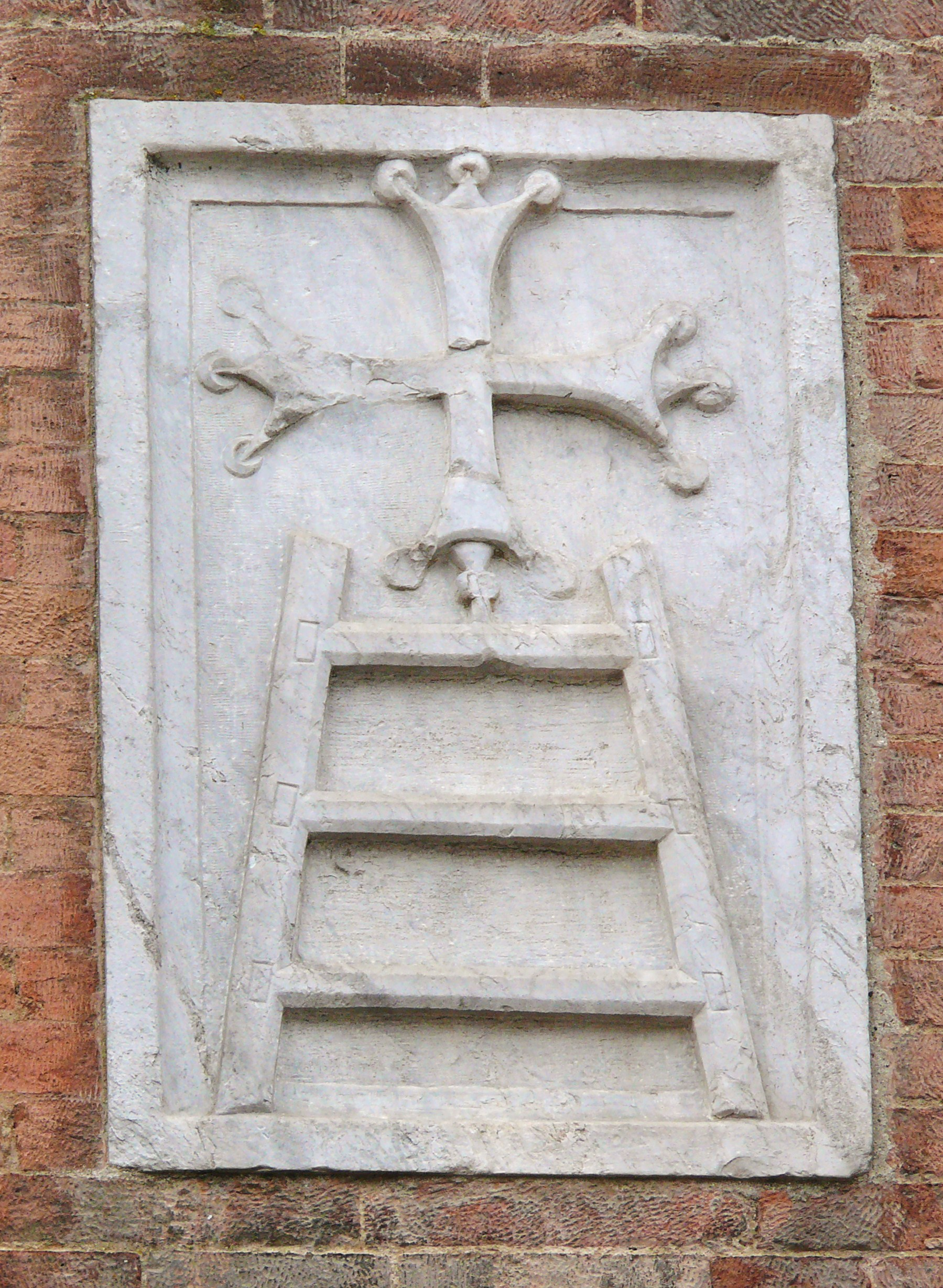
Herb Santa Maria della Scala

Chociaż istniały szpitale dla rycerzy, kobiety potrzebujące opieki nie miały dokąd się udać. Uważa się, że Scappi leczyła kobiety w swoim prywatnym domu, ale w 1625, korzystając ze swoich środków, ufundowała ospedaletto, znane również jako „La Casetta”, pierwszy szpital na MAlcie przeznaczony wyłącznie dla kobiet. W swoim testamencie opisuje motywy założenia szpitala: „Natchniona przez Pana, pragnąca pomagać i leczyć te nieszczęsne kobiety, które zachorowały i które, pozbawione opieki, wszystkiego, nie mogą otrzymać leczenia w swoich domach, kierując się miłosierdziem wobec ich nieszczęścia". Za to i za jej liczne zasługi w pomaganiu kobietom, Giovanni Bonello, który badał jej życie w serii artykułów dla Times of Malta, nazywa ją „pierwszą feministką w historii Malty zdominowanej przez mężczyzn”.
Szpital powstał w domu o nazwie Santa Maria della Scala, na cześć słynnego szpitala w Sienie. Herb tego szpitala został wyryty na nagrobku Cateriny Scappi. Później szpital został przeniesiony i oficjalnie nazwany Santa Maria della Pietà. W 1631 instytucja została dotowana przez Zakon św. Jana.
W swojej książce Historia ginekologii na Malcie Charles Savona-Ventura wyjaśnia, że "pojawienie się Rycerzy św. Jana w 1530 i ustanowienie wyspy jako bazy morskiej sprowadziło nań prostytucję, tworząc idealne środowisko do rozprzestrzeniania się chorób wenerycznych". Szpital Scappi stał się znany jako „spedale delle donne incurabili” (szpital dla nieuleczalnie chorych kobiet). Stało się tak, ponieważ wiele kobiet, które zgłaszały się na leczenie, było prostytutkami cierpiącymi na choroby weneryczne, które w tamtych czasach były nieuleczalne. Zazwyczaj leczono je rtęcią, a niektóre pacjentki zmarły na skutek zatrucia rtęcią.

## Dziedzictwo
W ostatniej woli, którą spisała w 1643, Scappi wybrała dwóch rycerzy ze Sieny, Fra Ottavio Bardinelli i Fra Giulio Cesare, jako wykonawców testamentu i protektorów ospedaletto. Poprosiła, aby po ich śmierci zastąpiono tych ostatnich dwoma innymi rycerzami ze Sieny. Określiła również, że gdyby coś stało się z domem Santa Maria della Pietà, jej majątek powinien zostać wykorzystany na zakup innego domu, który będzie służył jako szpital kobiecy.
Po śmierci Scappi, Rada Zwyczajna Zakonu św. Jana zamknęła szpital, ale bez niego nie było sposobu na zapobieganie rozprzestrzenianiu się chorób wenerycznych ani ich leczenie, więc szpital został ponownie otwarty w 1659. Szpital został odnowiony, aby zwiększyć liczbę łóżek, osiągając 230 łóżek do 1786. Zaczęto przyjmować pacjentów chorych psychicznie, a także przypadki położnicze, a w końcu dzieci. Podczas II wojny światowej budynek szpitala został zniszczony.
Testament Scappi zawiera dalsze darowizny: założyła bezpłatne schroniska dla kobiet i przekazała meble, pieniądze, ubrania i uposażenia. Scappi posiadała niewolnicę, Giulianę, którą zleciła uwolnić po swojej śmierci. Pozostawiła dalsze spuścizny wielu kobietom, m.in. Caterinie Doneo, córce malarza Francesca Doneo, i Lucrezii Montano, córce prawnika Palermino Montano.
Nie ma żadnych zapisów o tym, że Scappi była mężatką, ani że miała jakiekolwiek biologiczne dzieci. Jednak w 1632 adoptowała sześcioletnią dziewczynkę o imieniu Maria, którą opiekowała się przez 14 lat.

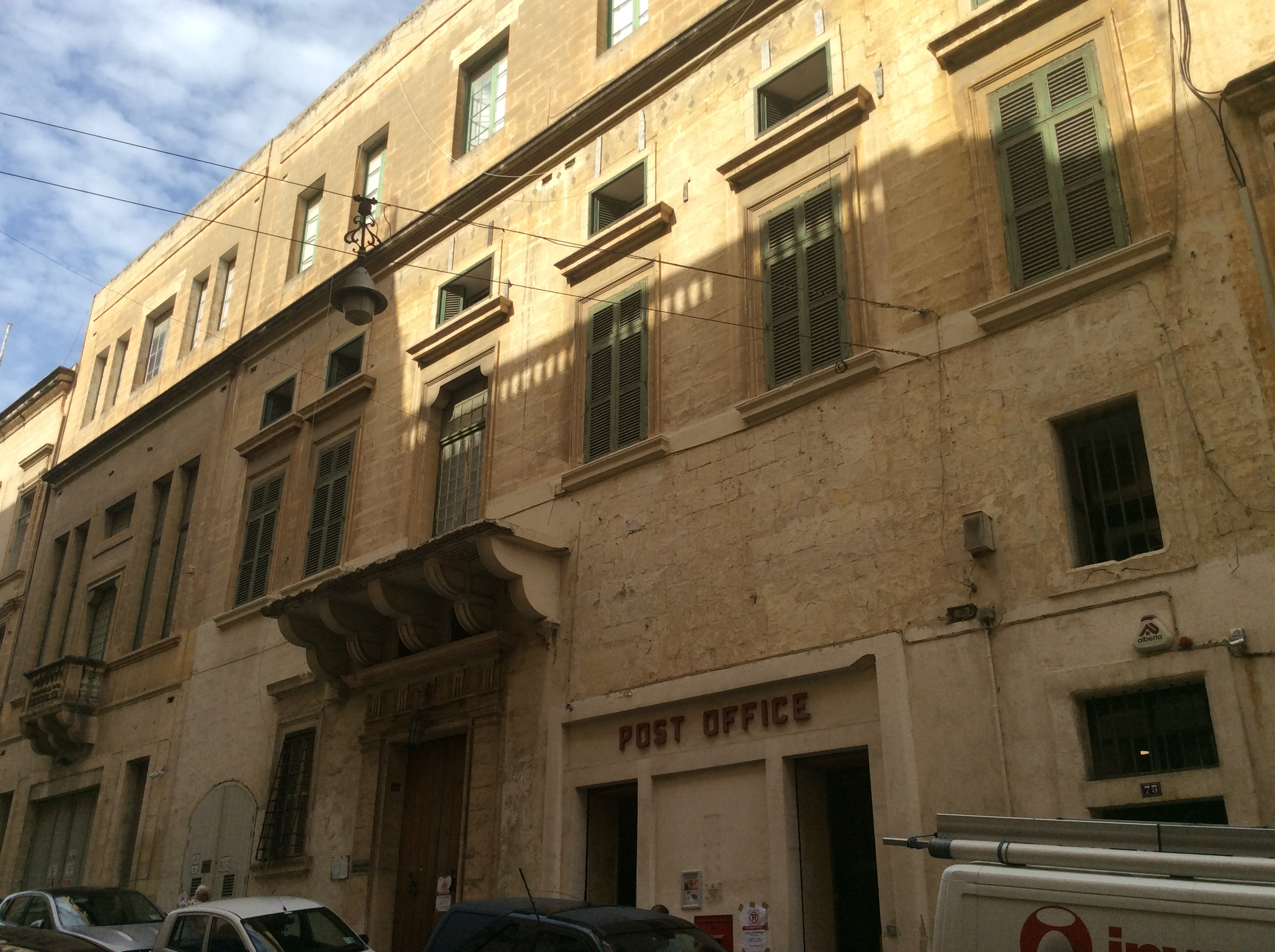
Casa Scappi w Valletcie

Została pochowana w kościele Matki Bożej z Góry Karmel w Valletcie, początkowo w kącie kaplicy, ale w 1791 jej szczątki zostały ekshumowane, aby ponownie pochować je w bardziej widocznym miejscu kościoła. Istnieją spekulacje, że ten ponowny pochówek był dowodem gry o władzę fundacji Scappi.
Kiedy w 1958 stary kościół został zburzony, zarówno jej nagrobek, jak i nagrobek Cateriny Vitale zostały zachowane i wystawione w nowym kościele. W Casa Scappi przy 74 Old Bakery Street w Valletcie, domu, w którym prawdopodobnie mieszkała, do 2015 mieściła się Johann Strauss School of Music.
W książce Awguri, Giovanni Bonello! Clare Azzopardi napisała fikcyjną historię o Caterinie Scappi, z perspektywy kobiet, które ją znały.